# Sarasota County
Das Sarasota County ist ein County im Bundesstaat Florida der Vereinigten Staaten. Der Verwaltungssitz (County Seat) ist Sarasota.

## Geschichte
Das Sarasota County wurde am 14. Mai 1921 aus Teilen des Manatee County gebildet. Benannt wurde es nach einem Wort aus der Sprache der Calusa-Indianer, das Felsenmarkierung bedeutet.

## Geographie
Das County hat eine Fläche von 1878 Quadratkilometern, wovon 398 Quadratkilometer Wasserfläche sind. Es grenzt im Uhrzeigersinn an folgende Countys: Manatee County, DeSoto County und Charlotte County. Zusammen mit dem Manatee County bildet das County die Metropolregion Sarasota.

## Demografische Daten
Nach der Volkszählung im Jahr 2010 lebten im Sarasota County 379.448 Menschen in 228.117 Haushalten. Die Bevölkerungsdichte betrug 256,4 Einwohner pro Quadratkilometer. Ethnisch betrachtet setzte sich die Bevölkerung zusammen aus 90,2 % Weißen, 4,7 % Afroamerikanern, 0,2 % Indianern und 1,3 % Asian Americans. 2,0 % waren Angehörige anderer Ethnien und 1,6 % verschiedener Ethnien. 7,9 % der Bevölkerung bestand aus Hispanics oder Latinos.
Im Jahr 2010 lebten in 19,2 % aller Haushalte Kinder unter 18 Jahren sowie 46,2 % aller Haushalte Personen mit mindestens 65 Jahren. 60,9 % der Haushalte waren Familienhaushalte (bestehend aus verheirateten Paaren mit oder ohne Nachkommen bzw. einem Elternteil mit Nachkomme). Die durchschnittliche Größe eines Haushalts lag bei 2,13 Personen und die durchschnittliche Familiengröße bei 2,64 Personen.
17,6 % der Bevölkerung waren jünger als 20 Jahre, 16,9 % waren 20 bis 39 Jahre alt, 26,3 % waren 40 bis 59 Jahre alt und 39,4 % waren mindestens 60 Jahre alt. Das mittlere Alter betrug 53 Jahre. 47,7 % der Bevölkerung waren männlich und 52,3 % weiblich.
Das jährliche Durchschnittseinkommen eines Haushalts betrug 48.900 USD, dabei lebten 11,6 % der Bevölkerung unter der Armutsgrenze.
Im Jahr 2010 war englisch die Muttersprache von 87,61 % der Bevölkerung, spanisch sprachen 6,17 % und 6,22 % hatten eine andere Muttersprache.

## Kultur und Sehenswürdigkeiten

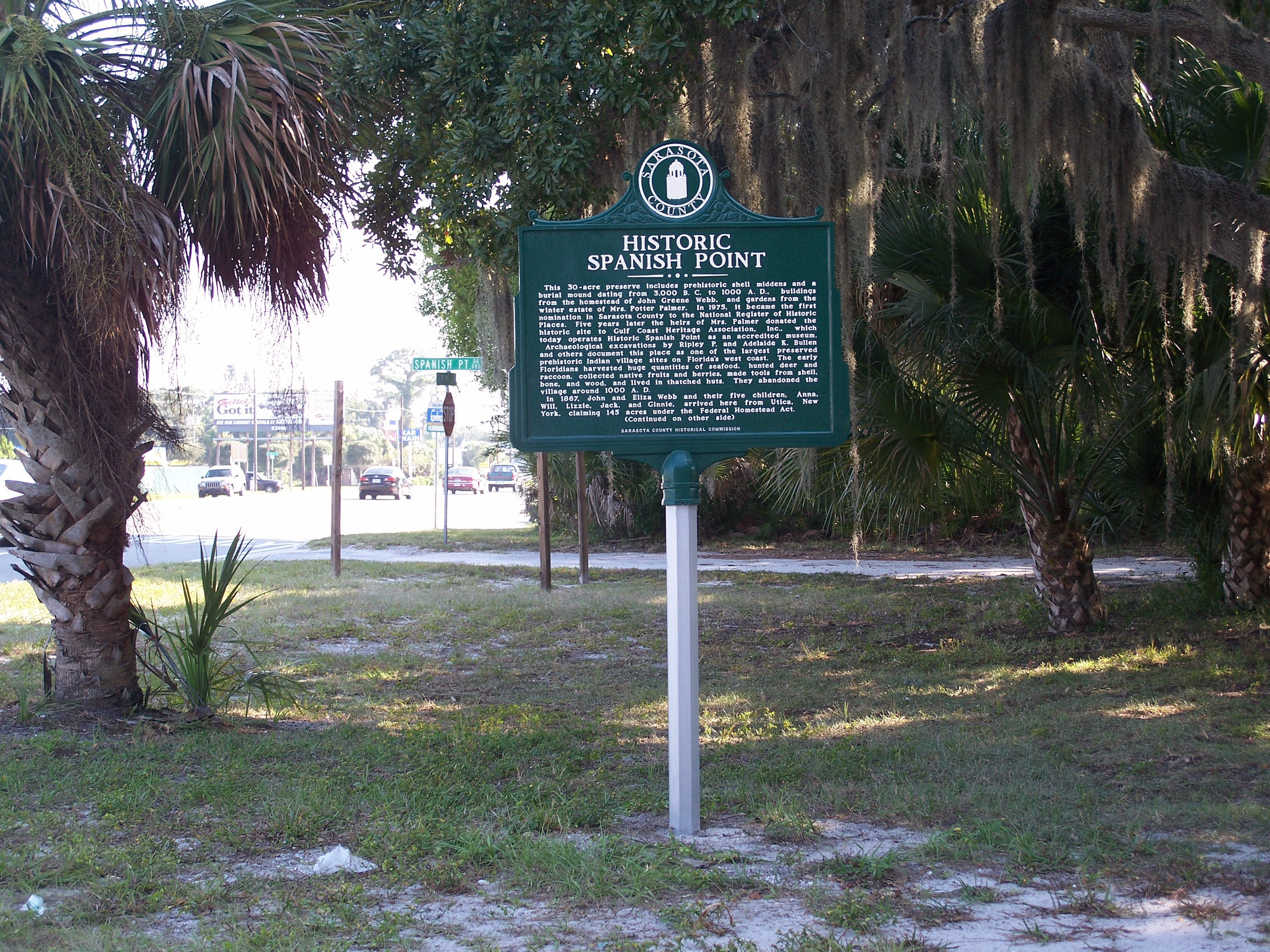
Osprey Archeological and Historic Site (2010). Diese archäologische Fundstätte enthält unter anderem einen Køkkenmødding und reicht bis weit in die archaische Periode Nordamerikas zurück. Im April 1975 wurde die Stätte als erstes Objekt im County in das NRHP eingetragen.

99 Bauwerke, Stätten und Historic Districts („historische Bezirke“) im Sarasota County sind im National Register of Historic Places („Nationales Verzeichnis historischer Orte“; NRHP) eingetragen (Stand 19. Februar 2023), darunter das Gerichts- und Verwaltungsgebäude des County.

## Weiterführende Bildungseinrichtungen
- Goshen College in North Port
- Eckerd College in Sarasota
- Goshen College in Sarasota
- International College in Sarasota
- Keiser College in Sarasota
- Manatee Community College in Sarasota
- New College of Florida in Sarasota
- Ringling College of Art and Design in Sarasota
- University of South Florida in Sarasota
- Webster University Sarasota in Sarasota

## Orte im Sarasota County
Orte im Sarasota County mit Einwohnerzahlen der Volkszählung von 2010:
Cities:
- North Port – 57.357 Einwohner
- Sarasota (County Seat) – 51.917 Einwohner
- Venice – 20.748 Einwohner

Town:
- Longboat Key – 6.888 Einwohner

Census-designated places:
- Bee Ridge – 9.598 Einwohner
- Desoto Lakes – 3.646 Einwohner
- Englewood – 14.863 Einwohner
- Fruitville – 13.224 Einwohner
- Gulf Gate Estates – 10.911 Einwohner
- Kensington Park – 3.901 Einwohner
- Lake Sarasota – 4.679 Einwohner
- Laurel – 8.171 Einwohner
- The Meadows – 3.994 Einwohner
- Nokomis – 3.167 Einwohner
- North Sarasota – 6.982 Einwohner
- Osprey – 6.100 Einwohner
- Plantation – 4.919 Einwohner
- Ridge Wood Heights – 4.795 Einwohner
- Sarasota Springs – 14.395 Einwohner
- Siesta Key – 6.565 Einwohner
- Southgate – 7.173 Einwohner
- South Gate Ridge – 5.688 Einwohner
- South Sarasota – 4.950 Einwohner
- South Venice – 13.949 Einwohner
- Vamo – 4.727 Einwohner
- Venice Gardens – 7.104 Einwohner
- Warm Mineral Springs – 5.061 Einwohner